# Lekkoatletyka na Letnich Igrzyskach Olimpijskich 2016 – rzut młotem mężczyzn
Rzut młotem mężczyzn – jedna z konkurencji lekkoatletycznych rozgrywanych podczas igrzysk olimpijskich w Rio de Janeiro. Zawody odbyły się 17 i 19 sierpnia 2016 roku.
Obrońcą złotego medalu olimpijskiego z 2012 roku był Węgier Krisztián Pars.
W zawodach wzięło udział 32 zawodników z 24 krajów.

## Terminarz
Wszystkie godziny podane są w czasie brazylijskim (UTC-03:00) oraz polskim (CEST).
| Data             | Godzina rozpoczęcia | Godzina rozpoczęcia |            |
| Data             | UTC-03:00           | CEST                |            |
| ---------------- | ------------------- | ------------------- | ---------- |
| 17 sierpnia 2016 | 09:40               | 14:40               | Eliminacje |
| 19 sierpnia 2016 | 21:05               | 02:05               | Finał      |

## Rekordy
Tabela uwzględnia rekordy uzyskane przed rozpoczęciem rywalizacji.
|                                | Zawodniczka       | Wynik   | Miejsce   | Data                  |
| ------------------------------ | ----------------- | ------- | --------- | --------------------- |
| Rekord świata                  | Jurij Siedych     | 86,74 m | Stuttgart | 30 sierpnia 1986(dts) |
| Rekord olimpijski              | Siergiej Litwinow | 84,80 m | Seul      | 26 września 1988(dts) |
| Najlepszy wynik w sezonie 2016 | Paweł Fajdek      | 81,87 m | Bydgoszcz | 25 czerwca 2016(dts)  |

## Wyniki

### Runda eliminacyjna
Zawodnicy rywalizowali w dwóch grupach: A i B. Norma kwalifikacyjna do finału wynosiła 76,50 m(Q). Do finału kwalifikowało się 12 zawodników z najlepszym wynikiem (q).
| Pozycja | Grupa | Zawodnik               | Reprezentacja     | #1    | #2    | #3    | Rezultat | Uwagi |
| ------- | ----- | ---------------------- | ----------------- | ----- | ----- | ----- | -------- | ----- |
| 1       | B     | Wojciech Nowicki       | Polska            | 74,39 | 74,09 | 77,64 | 77,64    | Q     |
| 2       | B     | Iwan Cichan            | Białoruś          | 76,51 | –     | –     | 76,51    | Q     |
| 3       | B     | Dilszod Nazarow        | Tadżykistan       | 75,46 | 76,39 | –     | 76,39    | q     |
| 4       | B     | Krisztián Pars         | Węgry             | 73,54 | 75,49 | –     | 75,49    | q     |
| 5       | B     | Diego del Real         | Meksyk            | 73,20 | 75,19 | x     | 75,19    | q     |
| 6       | B     | Serghei Marghiev       | Mołdawia          | 74,97 | 73,74 | x     | 74,97    | q     |
| 7       | B     | David Söderberg        | Finlandia         | 74,55 | 70,91 | 74,64 | 74,64    | q     |
| 8       | B     | Siarhiej Kałamojec     | Białoruś          | 71,10 | 74,29 | 73,00 | 74,29    | q     |
| 9       | A     | Wagner Domingos        | Brazylia          | 71,93 | 74,17 | 73,65 | 74,17    | q     |
| 10      | A     | Marcel Lomnický        | Słowacja          | 74,16 | x     | 73,47 | 74,16    | q     |
| 11      | A     | Jewhen Wynohradow      | Ukraina           | 73,46 | 71,85 | 73,95 | 73,95    | q     |
| 12      | A     | Aszraf Amdżad as-Sajfi | Katar             | 72,99 | 72,62 | 73,47 | 73,47    | q     |
| 13      | A     | Pawieł Barejsza        | Białoruś          | x     | x     | 73,33 | 73,33    |       |
| 14      | A     | Roberto Janet          | Kuba              | 72,77 | 71,53 | 73,23 | 73,23    |       |
| 15      | B     | Lukas Melich           | Czechy            | 70,73 | 73,14 | 72,54 | 73,14    |       |
| 16      | B     | Conor McCullough       | Stany Zjednoczone | 70,64 | 66,30 | 72,88 | 72,88    |       |
| 17      | A     | Paweł Fajdek           | Polska            | x     | 71,33 | 72,00 | 72,00    |       |
| 18      | A     | Rudy Winkler           | Stany Zjednoczone | x     | 71,89 | x     | 71,89    |       |
| 19      | B     | Chris Bennett          | Wielka Brytania   | 68,44 | 70,47 | 71,32 | 71,32    |       |
| 20      | B     | Mihail Anastasakis     | Grecja            | 71,07 | x     | 71,28 | 71,28    |       |
| 21      | A     | Mark Dry               | Wielka Brytania   | 70,26 | x     | 71,03 | 71,03    |       |
| 22      | B     | Nick Miller            | Wielka Brytania   | x     | x     | 70,83 | 70,83    |       |
| 23      | B     | Suhrob Xoʻjayev        | Uzbekistan        | 68,83 | x     | 70,11 | 70,11    |       |
| 24      | B     | Eşref Apak             | Turcja            | x     | x     | 70,08 | 70,08    |       |
| 24      | A     | Roberto Sawyers        | Kostaryka         | 70,08 | x     | x     | 70,08    |       |
| 26      | A     | Mohamed Mahmoud Hassan | Egipt             | 68,47 | 67,38 | 69,87 | 69,87    |       |
| 27      | A     | Javier Cienfuegos      | Hiszpania         | 68,88 | 69,73 | 68,69 | 68,88    |       |
| 28      | B     | Pezhman Ghalehnoei     | Iran              | 69,15 | x     | x     | 69,15    |       |
| 29      | A     | Kaveh Mousavi          | Iran              | 63,19 | 65,03 | x     | 65,03    |       |
| 30      | A     | Amanmurad Hommadov     | Turkmenistan      | 61,55 | 61,99 | x     | 61,99    |       |
| –       | A     | Kibwe Johnson          | Stany Zjednoczone | x     | x     | x     | NM       |       |
| –       | A     | Marco Lingua           | Włochy            | x     | x     | x     | NM       |       |

### Finał
| Pozycja | Zawodnik               | Reprezentacja | #1    | #2    | #3    | #4    | #5    | #6    | Rezultat | Uwagi |
| ------- | ---------------------- | ------------- | ----- | ----- | ----- | ----- | ----- | ----- | -------- | ----- |
| 1. !    | Dilszod Nazarow        | Tadżykistan   | 76,16 | 77,27 | 78,07 | 77,17 | 78,68 | 77,68 | 78,68    |       |
| 2. !    | Iwan Cichan            | Białoruś      | 76,13 | 77,43 | 73,48 | x     | 77,79 | 76,34 | 77,79    |       |
| 3. !    | Wojciech Nowicki       | Polska        | x     | 74,94 | 74,97 | x     | x     | 77,73 | 77,73    |       |
| 4       | Diego del Real         | Meksyk        | 73,35 | 73,58 | 76,05 | x     | 70,83 | 73,57 | 76,05    |       |
| 5       | Marcel Lomnický        | Słowacja      | 73,33 | 72,65 | 74,96 | 75,09 | 75,97 | 74,64 | 75,97    |       |
| 6       | Aszraf Amdżad as-Sajfi | Katar         | 73,88 | 75,40 | 74,45 | 75,20 | 75,46 | 74,25 | 75,46    |       |
| 7       | Krisztián Pars         | Węgry         | 74,77 | 75,15 | 75,28 | 74,89 | 74,62 | x     | 75,28    |       |
| 8       | David Söderberg        | Finlandia     | 72,30 | x     | 74,61 | 74,38 | x     | x     | 74,61    |       |
| 9       | Siarhiej Kałamojec     | Białoruś      | 74,22 | 74,17 | 73,70 | NQ    | NQ    | NQ    | 74,22    |       |
| 10      | Serghei Marghiev       | Mołdawia      | 73,31 | 74,14 | x     | NQ    | NQ    | NQ    | 74,14    |       |
| 11      | Jewhen Wynohradow      | Ukraina       | 73,39 | x     | 74,11 | NQ    | NQ    | NQ    | 74,11    |       |
| 12      | Wagner Domingos        | Brazylia      | x     | 71,97 | 72,28 | NQ    | NQ    | NQ    | 72,28    |       |

Źródło: Rio 2016